# John Durbin
John Durbin (* in Council Bluffs, Pottawattamie County, Iowa als John Jackson) ist ein US-amerikanischer Schauspieler.

## Leben
Durbin startete seine Schauspielkarriere durch eine Besetzung in dem Spielfilm Rock 'n' Roll Hotel. Von da an bis Ende der 1990er Jahre war er regelmäßig in Fernseh- und Kinofilmen zu sehen. Außerdem trat er als Episodenrollendarsteller in verschiedenen US-amerikanischer Fernsehserien in Erscheinung. Größere Rollen hatte er in den Filmen Dollman – Der Space-Cop! und The Shining. Mit der Jahrtausendwende nahmen seine Charakterrollen in Filmen und Fernsehserien merklich ab. Nach über zehn Jahren Abstand vom Filmschauspiel war er 2020 in einer Rolle im Kurzfilm Litany for Mister President zu sehen, der am 7. März 2020 auf dem Red Dirt Film Festival uraufgeführt wurde und am 13. März 2020 auf dem Pasadena International Film Festival gezeigt wurde.

## Filmografie (Auswahl)
- 1983: Rock 'n' Roll Hotel
- 1985: Verdammt, die Zombies kommen (The Return of the Living Dead)
- 1986: Das Model und der Schnüffler (Moonlighting, Fernsehserie, Episode 2x12)
- 1986: Die Androiden – Sie sind unter uns (Annihilator, Fernsehfilm)
- 1986: Das A-Team (The A-Team, Fernsehserie, 2 Episoden)
- 1986: Mike Hammer (Fernsehserie, Episode 3x04)
- 1986: Polizeirevier Hill Street (Hill Street Blues, Fernsehserie, Episode 7x07)
- 1986: Hunter (Fernsehserie, Episode 3x09)
- 1987: Der Berserker (Number One with a Bullet)
- 1987: Crime Story (Fernsehserie, Episode 1x19)
- 1987: P.A.N.I.C in Griffith Park
- 1987: Inspektor Hooperman (Hooperman, Fernsehserie, Episode 1x04)
- 1987–1988: Max Headroom (Fernsehserie, 2 Episoden)
- 1987–1992: Raumschiff Enterprise – Das nächste Jahrhundert (Star Trek: The Next Generation, Fernsehserie, 3 Episoden, verschiedene Rollen)
- 1988: Die besten Jahre (Thirtysomething, Fernsehserie, Episode 1x12)
- 1988: Tapeheads – Verrückt auf Video (Tapeheads)
- 1988: Tote leben länger (Dead Man Walking)
- 1988: Demonwarp
- 1988: Blue Iguana oder der Sarg ist Himmelblau (The Blue Iguana)
- 1988: 24 Stunden gejagt (Brothers in Arms)
- 1988: Die Tricks der Frauen (Tricks of the Trade)
- 1988: Something Is Out There (Fernsehserie, Episode 1x06)
- 1988: Dead Solid Perfect (Fernsehfilm)
- 1989: Danger Zone II – Die Rache (Danger Zone II: Reaper's Revenge)
- 1989: Lebensmüde leben länger (Checking Out)
- 1989: CBS Summer Playhouse (Fernsehserie, Episode 3x02)
- 1989: Mutant on the Bounty
- 1989: Dr. Caligari
- 1990: Zwischen Couch und Kamera (Going Places, Fernsehserie, Episode 1x11)
- 1990: Power Slide
- 1990: Ain’t No Way Back
- 1991: Der Ballerina Killer (The Killing Mind, Fernsehfilm)
- 1991: Doogie Howser, M.D. (Fernsehserie, Episode 3x08)
- 1991: Dollman – Der Space-Cop! (Dollman)
- 1992: O Pioneers! (Fernsehfilm)
- 1992: Unter der Last der Beweise (The Burden of Proof, Minifernsehserie, Episode 1x02)
- 1993: Lauras Schatten (I Can Make You Love Me, Fernsehfilm)
- 1993: König der Murmelspieler (King of the Hill)
- 1993: Perry Mason und der Tote am Telefon (Perry Mason: The Case of the Telltale Talk Show Host, Fernsehfilm)
- 1993: 4 himmlische Freunde (Heart and Souls)
- 1993: … und das Leben geht weiter (And the Band Played On, Fernsehfilm)
- 1993: Mr. Jones
- 1993: Cyborg 2
- 1994: Magic Murder (Witch Hunt, Fernsehfilm)
- 1995: Truman (Fernsehfilm)
- 1995: Melrose Place (Fernsehserie, 2 Episoden)
- 1996: Gone in the Night (Fernsehfilm)
- 1996: Kansas City
- 1997: Star Trek: Deep Space Nine (Fernsehserie, Episode 5x17)
- 1997: The Shining (Stephen King’s The Shining)
- 1997: Tod im Weißen Haus (Executive Power)
- 1998: Love Kills (Fernsehfilm)
- 1998: A Will of Their Own (Minifernsehserie, Episode 1x01)
- 1999: Dead Dogs
- 1999: Wer mit dem Teufel reitet/Die Teufelsreiter (Ride with the Devil)
- 2000: Providence (Fernsehserie, Episode 2x11)
- 2000: Tully
- 2000: The Huntress (Fernsehserie, Episode 1x04)
- 2000: Star Trek: Raumschiff Voyager (Star Trek: Voyager, Fernsehserie, Episode 5x07)
- 2001: Dark Species – Die Anderen (The Breed)
- 2001: Angel – Jäger der Finsternis (Angel, Fernsehserie, Episode 3x08)
- 2002: Sabrina – Total Verhext! (Sabrina, the Teenage Witch, Fernsehserie, Episode 6x22)
- 2005: Take Out
- 2007: American Zombie
- 2009: Redemption: A Mile from Hell
- 2020: Litany for Mister President (Kurzfilm)